# Kanton Bischwiller
Bischwiller is een kanton van het Franse departement Bas-Rhin.
Het kanton maakte deel uit van het arrondissement Haguenau tot dat op 22 maart 2015 werd opgeheven. De gemeente Kaltenhouse werd overgeheveld vanuit het kanton Haguenau en het kanton werd ingedeeld bij het nieuwe arrondissement Haguenau-Wissembourg.

## Gemeenten
Het kanton Bischwiller omvat de volgende gemeenten:
- Bischwiller (hoofdplaats)
- Dalhunden
- Drusenheim
- Forstfeld
- Fort-Louis
- Herrlisheim
- Kaltenhouse
- Kauffenheim
- Leutenheim
- Neuhaeusel
- Oberhoffen-sur-Moder
- Offendorf
- Rœschwoog
- Rohrwiller
- Roppenheim
- Rountzenheim-Auenheim
- Schirrhein
- Schirrhoffen
- Sessenheim
- Soufflenheim
- Stattmatten